# اس‌ام‌اس بوآ
اس‌ام‌اس بوآ (به انگلیسی: SMS Boa) یک کشتی بود که طول آن ۴۶٫۵ متر (۱۵۲ فوت ۷ اینچ) بود. این کشتی در سال ۱۸۹۸ ساخته شد.